# ロザス
ロザス（カタルーニャ語:Roses、カスティーリャ語:Rosas）は、スペイン・カタルーニャ州ジローナ県のムニシピ（基礎自治体）。アール・テンポルダー郡に属する。公式名はカタルーニャ語のRoses。

## 地理
ロザス湾北岸、クレウス半島付け根に広がる。コスタ・ブラバ北部有数の観光地で、2つの港（漁港とマリーナ）を持ち、ホテルや海水浴場がある。観光が盛んな一方、農業（オリーブ、ワイン）も行われているが減少傾向にある。ロザス港は、カタルーニャ北部屈指の漁港である。

## 歴史
ロザスの地は、数多くの文明の出入り口となってきた。新石器時代のものとされるドルメン、紀元前4世紀から2世紀にかけての、古代ギリシャ・古代ローマの硬貨、キリスト教の影響を示す建物（4世紀）などが確認されている。
10世紀、サンタ・マリア・ダ・ロザス教会はベネディクト会修道院の所有となった。中世、サンタ・マルガリタ・ダ・ロザス修道院設置と同時に人口が増加し始めた。アンプリアス伯が町の支配者であった。湾の奥にある良港を持ち、通商の町であったロザスは海からのサラセン人海賊の掠奪、陸からのフランス人の侵攻の格好な標的にされた。このためにロザス要塞が設置され、16世紀にはカルロス1世によって増強がはかられた。ナポレオン軍に対するスペイン独立戦争で最終的に要塞が使用不可能にされるまで、存続した。
1285年の侵攻はよく知られるものの一つである。フランス軍はアンプルダー全体を占領した。この時に侵略者を追放したのはアラゴン王国の海軍提督ルジェ・ダ・リュリアであった。フランス軍はロザスに火を放って退却した。

## 人口
| ロザスの人口推移 1497－1887                             |
|                                                         |
| 出典:INE（スペイン国立統計局）1900年 - 1991年、1996年 - |

| ロザスの人口推移 1900－2014                             |
|                                                         |
| 出典:INE（スペイン国立統計局）1900年 - 1991年、1996年 - |

## 姉妹都市
- ロドス、ギリシャ